# Isabelle Ciaravola
Isabelle Ciaravola (Ajaccio, 12 marzo 1972) è un'ex ballerina francese, danseuse étoile del balletto dell'Opéra di Parigi dal 2009 al 2014.

## Biografia
Isabelle Ciaravola è nata ad Ajaccio, figlia di Christian e Paulette Ciaravola. Ha iniziato a studiare danza classica in Corsica, per poi perfezionarsi al Conservatoire national supérieur de musique et de danse de Paris e infine alla scuola di danza dell'Opéra di Parigi.
Nel 1990 si è unita al corps de ballet del balletto dell'Opéra di Parigi e nel 2003 è stata promossa al rango di ballerina principale. Da allora ha danzato importanti ruoli femminili in balletti come Clavigo di Roland Petit, La signora delle camelie di John Neumeier, L'histoire de Manon di Kenneth MacMillan, Jewels di George Balanchine e La Bayadère di Rudol'f Nureev. 
Nel 2009 è stata proclamata danseuse étoile dopo una rappresentazione dell'Onegin di John Cranko, in cui ha danzato nel ruolo di Tatiana accanto a Mathias Heymann. Ha dato il suo addio alle scene nello stesso ruolo nel febbraio 2014 e al termine della rappresentazione ha ricevuto una standing ovation di trenta minuti dal pubblico.